# ماریوس کلوپرز
ماریوس کلوپرز (انگلیسی: Marius Kloppers؛ زاده ۲۶ اوت ۱۹۶۲) یک بازرگان است. وی از سال ۱۹۸۶ میلادی تاکنون مشغول فعالیت بوده‌است.